# 日髙真吾
日髙 真吾（ひだか しんご、1971年 - ）は、日本の民俗学者。専門は保存科学。国立民族学博物館学術資源研究開発センター長・教授、総合研究大学院大学先端学術院人類文化研究コース教授。専門は文化財の保存科学。

## 来歴
1994年に東海大学文学部史学科日本史学専攻を卒業し、元興寺文化財研究所研究員となる。2002年国立民族学博物館民族学研究部に移り、助手となる。2004年に所属部門が国立民族学博物館民族学研究開発センターに変わる。2006年に博士（文学）の学位を取得した。2008年に准教授に昇進する。2017年に所属が国立民族学博物館人類基礎理論研究部に変更となり、2018年に教授に昇進するとともに、総合研究大学院大学文化科学研究科教授を兼務する。

## 著書

### 単著
- 『女乗物 : その発生経緯と装飾性』東海大学出版会、2008年
- 『災害と文化財 : ある文化財科学者の視点から』千里文化財団、2015年

### 編集
- 『特別展　こどもとおとなをつなぐもの : みんぱくキッズワールド』（野林厚志と共編）国立民俗学博物館、2006年
- 『博物館への挑戦 : 何がどこまでできたのか』（園田直子と共編）三好企画、2008年
- 『記憶をつなぐ : 津波災害と文化遺産』千里文化財団、2012年
- 『工芸継承 : 特別展：東北発、日本インダストリアルデザインの原点と現在』（小谷竜介と共編）国立民族学博物館、2018年
- 『子どもたちの文化史 : 玩具にみる日本の近代』（是澤博昭と共編）臨川書店、2019年
- 『継承される地域文化 : 災害復興から社会創発へ』臨川書店 2021年
- 『復興を支える地域の文化 : 3・11から10年 : 特別展』国立民族学博物館、2021年
- 『阪神虎舞の誕生 : 被災地芸能の文化的脈絡の拡張』（橋本裕之, 中川眞と共編）大阪市立大学都市研究プラザ、2022年

### 監修
- 『今に伝わる日本の鋳造技術』（近藤雅樹と監修）国立民族学博物館、2014年
- 『日本と世界のくらし : どこが同じ?どこがちがう? 住』汐文社、2017年
- 『民俗資料のクリーニング処置例 「地震災害」・「水害」編』国立文化財機構文化財防災ネットワーク推進室、2019年

## 賞歴
- 2008年 - 文化財保存修復学会奨励賞
- 2009年 - 日本文化財科学会ポスター賞
- 2016年 - 文化財保存修復学会業績賞